# تالس فرناندو کامپوس پنتیدو
تالس فرناندو کامپوس پنتیدو (به پرتغالی: Tales Fernando Campos Penteado) مهاجم اهل برزیل است که در شهر ساو کارلوس و در تاریخ ۷ مارس ۱۹۸۲ به دنیا آمده‌است.
تالس فرناندو کامپوس پنتیدو در تیم‌های فوتبال América-SP سابقهٔ حضور دارد.